# Arabsiska
Arabsiska (Crithagra rothschildi) är en fågel i familjen finkar inom ordningen tättingar.

## Utseende
Arabsiskan är en liten (11-12 cm) gråbrun, kortnäbbad fink med grön eller gröngul övergump. Huvudet är rätt mörkt, liksom stjärten. Den är mycket lik jemensiskan, men denna är något brunare, har ljusare ansikte, ett tunt mustaschstreck och inga inslag av grönt eller gult på övergumpen. Den har vidare kortare stjärt, tunnare och spetsigare näbb med mörk övre näbbhalva och ljus nedre samt längre handpenneprojektion. Arabsiskan ses ofta knycka på stjärten.

## Läten
Arabsiskans läte ofta yttrat i flykten är ett lågmält tsit-tsit, medan sången är långsam och sångarlik, inte olik rosenfinken.

## Utbredning och systematik
Arten förekommer i bergstrakter på sydvästra Arabiska halvön. Den behandlas som monotypisk, det vill säga att den inte delas in i några underarter.

### Släktestillhörighet
Arabsiskan placerades tidigare i släktet Serinus men DNA-studier visar att den liksom ett stort antal i huvudsak afrikanska arter endast är avlägset släkt med t.ex. gulhämpling (S. serinus).

## Levnadssätt
Arten påträffas i höglänt terräng, mellan 1.000 och 2.800 meters höjd, i olika miljöer som jordbruksmiljöer och buskmarker, men även mer klippiga områden med endast lite vegetation. Den lever av olika sorters frön och säd, tillfälligtvis insekter som fjärilslarver. Den lägger troligen två kullar och häckar från mars till juli, men nyligen flygga ungar har setts även i november.

## Status och hot
Arten har ett stort utbredningsområde och en stor population med stabil utveckling som inte tros vara utsatt för något substantiellt hot. Utifrån dessa kriterier kategoriserar internationella naturvårdsunionen IUCN arten som livskraftig (LC). Världspopulationen har inte uppskattats men den beskrivs som ovanlig eller lokalt vanlig.

## Namn
Fågelns vetenskapliga artnamn hedrar den engelske ornitologen Lionel Walter Rothschild, 2:e baron Rothschild (1868-1937).